# Les Racines de la conscience
 (signalé en août 2025).
Si vous disposez d'ouvrages ou d'articles de référence ou si vous connaissez des sites web de qualité traitant du thème abordé ici, merci de compléter l'article en donnant les références utiles à sa vérifiabilité et en les liant à la section « Notes et références ».
- Archive Wikiwix
- Bing
- Cairn
- DuckDuckGo
- E. Universalis
- Gallica
- Google
- G. Books
- G. News
- G. Scholar
- Persée
- Qwant
- (zh) Baidu
- (ru) Yandex
- (wd) trouver des œuvres sur Wikidata

Les Racines de la conscience est un ouvrage du psychiatre suisse Carl Gustav Jung écrit en 1954 et consistant en une étude des archétypes; plus précisément, c'est autant à travers des observations de l'histoire qu'à travers des expositions de recherches aussi bien pratiques que théoriques (car, chez Jung, l'empirisme est un élément essentiel de l'étude psychologique même - voire surtout - théorique, pensée qui est au cœur de la création de ce qui a été nommé la psychologie des profondeurs) que l'auteur et psychologue explique et expose ses concepts. Ce livre, écrit vers la fin de la vie du médecin, indique parfois de façon imagée comment l'esprit de l'homme fonctionne aux yeux du psychiatre qui, on le rappelle, procède empiriquement.
Michel Cazenave écrit à propos de ce livre de près de 700 pages - dans la collection Le Livre de poche - en guise de présentation ceci (entre autres): "De tous les livres de Jung, Les Racines de la conscience est certainement l'un de ceux qui soulèvent le plus de questions, tout au moins quant au fond: car on peut se confier dans le flot des images, le sens caché des symboles, la profonde étrangeté des matériaux alchimiques, spirituels ou mythiques qui y sont utilisés, et tenter d'en recevoir le sens interne "comme d'ailleurs", pour en en amplifier à la suite les suggestions et les rêves dans une médiation personnelle. Il faut pourtant se méfier de ce genre de lecture: c'est souvent la fascination qui y gagne, et à céder devant elle, on passe très exactement à côté de ce que Jung recherchait, c'est-à-dire la différenciation, le gain de la conscience, le retrait des projections qui nous permettent de comprendre au lieu de nous laisser subjuguer par la charge numineuse des contenus de l'inconscient.", ce qui constitue une démonstration (faite par un expert qui est M. Cazenave) de la place non insignifiante de ce livre parmi ceux du médecin psychiatre suisse.

## Sommaire
1. Des archétypes de l'inconscient collectif.
2. De l'archétype et en particulier de l'idée d'anima.
3. Les aspects psychologiques de l'archétype de la mère.
4. Les visions de Zosime.
5. Le symbole de la transsubstantiation dans la messe.
6. L'arbre philosophique.
7. Réflexions théoriques sur la nature du psychisme.